# روبرت كامبل ريف
روبرت كامبل ريف (بالإنجليزية: Robert Campbell Reeve)‏ هو شخصية أعمال أمريكي، ولد في 27 مارس 1902 في واناكي في الولايات المتحدة، وتوفي في 25 أغسطس 1980.